# Abû al-Qasim Hussein ben Ruh an-Nawbakhti
Abu al-Qâsim al-Husayn b. Rûh an-Nawbakhtî (en arabe: ابوالقاسم حسین بن روح النوبختي) (mort en 326 du calendrier hégirien / 938 du calendrier julien) était le troisième représentant spécial (na’ib khas) de l’Imam al-Mahdi. Il était l’une des personnes les plus fiables et les plus proches de Muhammad b. ‘Uthmân (le deuxième représentant de l’Imam al-Mahdi). Muhammad b. ‘Uthmân, sur l’ordre de l’Imam al-Mahdi, a présenté al-Husayn b. Rûh comme son propre représentant, dans les derniers jours de sa vie, les chiites lui ont donc remis les biens. Il était le représentant spécial de l’Imam, pendant 21 ans. Il assuma cette fonction de 917 à 938.

## Biographie
Houssain ibn Rouh était originaire de la ville de Qom. Mais du temps du 1er Nâïb, il émigra à Baghdâd. dans certains livres; mais selon la plupart des références, il s’appelait « an-Nawbakhtî ». Il s’ appelait aussi « Rûhî » (en arabe : روحي).

## Famille d’an-Nawbakhtî
Houssain ibn Rouh faisait partie de la "célèbre" famille des Nawbakhti, qui vit naître en son sein des théologiens, des hommes d’état, des écrivains et des poètes de renom. 
La famille d’an-Nawbakhtî était parmi les familles nobles iraniennes. Ils étaient un des compagnons des califes abbassides, donc ils avaient une position politique, économique, intellectuelle et sociale. Cette bonne position leur a valu un rôle essentiel pour développer la pensée chiite et leur donner la protection.

## Morts
‘Abû l-Qâsim ‘al-Husayn b. Rûh al-Nawbakhtî est mort le 20 juin 938 (18 Shâ’bân 326) à Baghdâd. Le tombeau de cette grande figure se trouve dans la région de Nawbakhtîyya dans le marché d’Attaran (région de Shurja à Bagdad), qui est actuellement visité par les chiites.